# 卸甲甸街道
卸甲甸街道，是中国江苏省南京市六合区下属的一个已撤销的街道，位于六合区西南部，东临长江，南与浦口区接壤，西临江北大道。2012年8月合并入大厂街道。
卸甲甸街道总面积10.2平方公里，办事处驻杨新路252号，人口51000人。辖14个社区居委会：九龙洼、化建、南钢二村、南钢六村、晓山、新庄、杨庄新村、杨庄、杨新、吴家洼、耿家洼、蒋洼、湖滨、桂馨园。